# 韩国政治

韓國立法、行政、司法三權分立及選舉制度示意圖

韩国立法、行政、司法三权分立及选举制度示意图

韩国政治根据《韩国宪法》的规定实行立法、行政、司法三权分立的政治体制，立法权属于一院制的国会，以总统为中心的政府掌握国家的行政权，司法权属于由法官构成的法院:63。韩国的行政部门实行总统制，是韩国三权分立制度的核心体制。韩国总统由国民直接选举产生，任期为5年。为避免任何个人长期掌握国家权力，《韩国宪法》规定总统不能连任。韩国总统通过由15-30人组成的国务会议行使行政权:27-30:102-103。韩国国会是韩国一院制立法机关，按法律规定应由至少200个议席组成，每届任期四年，其中80%以上的席位由国民投票选举产生，其余的5%以上的席位通过比例代表制产生:30:99。韩国司法机构独立于韩国行政和立法机构。韩国法院实行三审终审制。大法院是韩国最高司法机构，也是管理韩国司法系统的行政权力机构:107-108:33-34:71。
建国后的韩国在美国的帮助下制定了民主宪法，并设立了较为现代的政治制度框架。不过在美国扶植下产生的韩国首位总统李承晚却推行个人独裁。1961年5月16日，朴正熙发动五一六军事政变上台，开始了韩国长达26年的军政威权统治:75-79。经过近30年，韩国在1987年举行了第一次公平开放的大选。目前，韩国已成功发展自由民主制，《政体资料集》和美國中央情报局出版的《世界概况》将韩国列为民主国家。

## 历史

### 形式民主时期

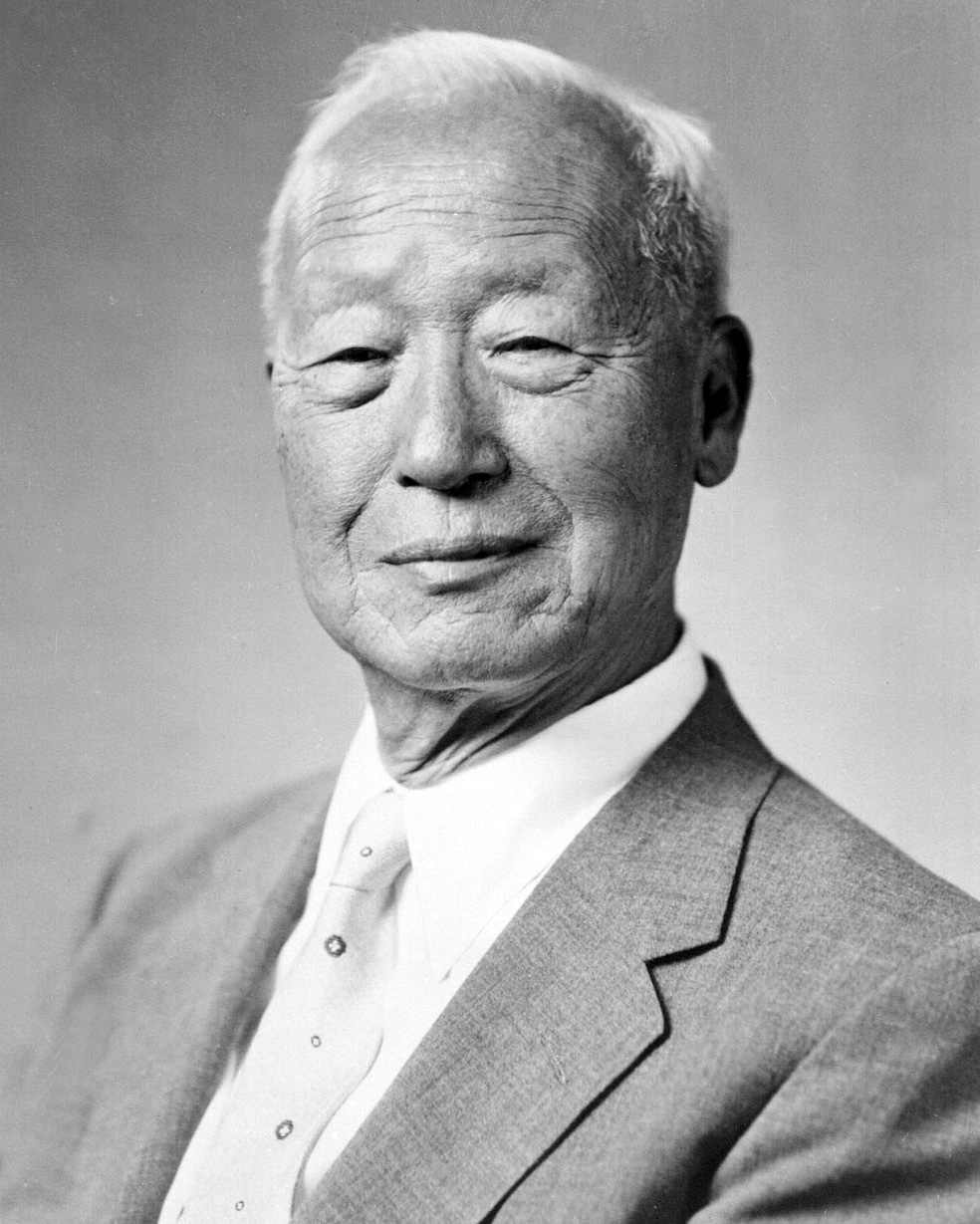
韩国首任总统李承晚

1948年，二战后的韩国在美国的帮助下制定了民主宪法，并设立了包括选举、多党制、三权分立、言论结社出版自由、法律体系建设等在内的制度框架。不过經美国扶植上台的韩国首位总统李承晚并没有推行真正的民主。:75:111950年，李承晚的执政党在第二届国会选举中，仅获得了210席中的56席。意识到自己无法通过国会当选下届总统的李氏，在1951年11月28日向国会提出“拔萃改宪案”，即总统由间接选举改为直接选举并实行两院制。但该法案在1952年1月18日遭到了国会的否决。1952年5月26日，在第二次总统选举前夕，李承晚以“公匪扫荡”为名，在战时临时首都釜山掀起“釜山政治风波”，宣布釜山等地戒严。他组织了“白骨团”等暴力组织，要求解散议会，并以“反共”借口逮捕了数十名在野党议员。7月4日，“拔萃改宪案”获得了通过。之后，李承晚凭借他当时在韩国民众的威信连任韩国第二任总统。:76:15-17
为能继续担任下一届总统，李承晚在第三届国会提出“首任总统可以连任一次以上”的修宪法案。1954年11月27日，国会投票结果为135票赞成，没能达到总数203的2/3（135.3）票。李承晚的执政自由党则坚持小数点后的数字可忽略不计，并在29日宣布被否决的改宪法案获得了通过。就这样，李承晚通过“四舍五入改宪”，在有爭議的普選中当选了韩国第三任总统。1960年韩国第四届总统选举期间，为谋取继续连任的李承晚宣布全国戒严，通过非法手段以88.7%的得票率当选，引发“四一九革命”，最终下台:76-77:23-25。
在李承晚执政的12年，韩国通过与美国结盟，得到了美国大量的经济援助。在此期间，韩国进行了土地改革，为今后经济的发展打下了基础。不过由于李承晚政府掌握着日本归属财产和大量美国援助的控制权，官商勾结的腐败现象盛行，使社会失去了对政府的信任。李承晚下台后，外务部长许政组建了过渡政府。1960年6月15日，国会通过修宪法案，将总统制改为内阁制，总统选举由直接改为间接选举，并实行两院制。之后，张勉领导的民主党上台。不过由于张勉的温和风格，以及民主党内部的纷争，使得新政府没能有效控制动荡的社会局面，为军人干预政治提供了借口:77:71。

### 军政威权时期

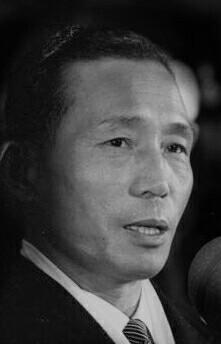
统治韩国18年的朴正熙总统

1961年5月16日，朴正熙发动五一六军事政变上台，开始了韩国长达26年的军政威权统治。1962年12月16日，韩国制定了新宪法，重新恢复了总统制和直接选举，国会实行一院制。:791963年10月15日，在韩国第五届总统选举中，朴正熙以46.6%对45.1%的微弱优势战胜民主党候选人尹潽善，为其政权的合法性提供了依据。1969年9月14日，为谋求第二次连任总统，朴正熙执政的民主共和党在国会强行通过了“三选改宪”法案，将宪法对总统只能连任一次的规定改为可连任两次。1971年，朴正熙以53.2%对45.3%的优势险胜在野新民党候选人金大中，第三次出任韩国总统。:81:74-76
虽然朴正熙勉強赢得了大选，但新兴的民主在野力量使他感到不安。1972年10月17日，朴正熙发动了“十月维新”军事政变，宣布全国戒严，解散国会。11月，朴正熙政府公布了《维新宪法》，将总统直接选举改为由“统一主体国民会议”间接选举，延長總統任期，有关限制总统连任的规定也被废除。朴正熙政权至此已经成為军人独裁政权。同年12月23日，朴正熙作为惟一的总统候选人当选韩国第八届总统。:81:76
1979年10月26日，朴正熙被刺杀身亡。之后，以全斗焕、卢泰愚为首的强硬派发动雙十二政变，最终夺取了政权。1980年10月22日，韩国修改了宪法，取消了统一主体国民议会，总统任期改为7年，不得连任，总统由总统选举团间接选举产生。1981年2月25日，全斗焕当选韩国第12届总统，军政威权统治在韩国得到延续。:81:137
军政威权政府对韩国最大的贡献是经济发展。自朴正熙上台以来，韩国经济进入高速发展的轨道。1962-1979年，韩国经济保持了年均9.8%的增速，出口年均增速达到了40%，国民生产总值从25亿美元增加到385亿美元，人均国民收入也由85美元提高到1640美元，创造出了“汉江奇迹”:100。全斗焕执政时期，韩国经济继续保持了高速发展的态势:138。不过，韩国军政时期经济发展是以牺牲国民的民主与自由为代价的:289。与此同时，韩国政府主导发展模式也导致官商勾结腐败现象的滋生，市场经济体制配置资源效率的降低和经济结构的失调:100。

### 民主化时期

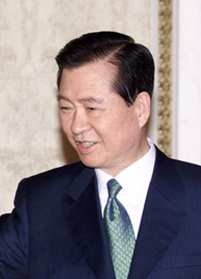
韩国第十五任总统，民主斗士金大中

1987年，韩国爆发历史上最大规模的民主运动“六月民主运动”，军政威权在韩国走到了尽头。为了平息民运及使漢城奧運會順利舉行，全斗焕的接班人卢泰愚迫于压力于6月29日发表了《八点民主化宣言》，即“六·二九宣言”，宣布修改现行宪法，实行总统直接选举。韩国政治开始由军政威权向民主化转变:83:137。不過，由于在野民主阵营在总统候选人问题上互不相让，韩国第十三届总统选举形成了“一卢对三金”的竞选格局。“三金”的相争，使卢泰愚渔翁得利，最终当选韩国自朴正熙之后的首位民选总统:313-315:84。虽然在野民主阵营没能赢得总统大选，但在国会选举中却取得了胜利，占到国会议席的大多数。韩国政坛出现“朝小野大”的局面。为打破僵局，卢泰愚在1990年2月9日通过拉拢共和党金钟泌和统一民主党领袖金泳三，实现了“三党合并”:320-339:148。
1992年12月19日，金泳三凭借执政民主自由党的支持击败在野党领袖金大中，当选韩国第十四届总统，开始了韩国“文人政府”的时代:352-356:157:84。1997年12月亚洲金融危机时期，在野党领袖金大中第四次竞选韩国总统，最终当选韩国第十五届总统，实现了韩国现代史上朝野首次政党輪替，政权和平交接，开启了韩国“国民政府”时代:392-401:236。2002年，“三金时代”结束后，自由派政治在卢武铉的“参与政府”得到延续，韩国迎来了“平民政治”时代:85-86:25。
2007年12月19日，大国家党总统候选人李明博当选韩国第17届总统。韩国政治重新被保守派控制，結束自由派的十年執政。2012年12月19日，原韩国总统朴正熙的女儿朴槿惠擊敗在野黨候選人文在寅，當選为韩国首位女总统，保守派继续执政韩国政坛。2016年12月9日，朴槿惠遭韩国国会弹劾，由國務總理黄教安代理行使总统权力。2017年3月10日，韩国宪法法院通过了朴槿惠弹劾案，結束保守派九年執政。
2017年韓國總統選舉，在野黨共同民主黨候選人文在寅勝出選舉，自由派在相隔九年後重返執政。
2022年韓國總統選舉，在野黨國民力量黨候選人尹錫悅勝出選舉，保守派在相隔五年後重返執政。但在2024年12月3日尹錫悅宣布戒嚴，隔天國會宣布戒嚴令無效。爾後遭在野黨彈劾，憲法法院於2025年4月4日通過彈劾案。並於2025年6月3日重新選舉，共同民主黨候選人李在明勝出選舉。

## 行政机构

### 总统
韩国实行以总统为中心的总统制，总统是韩国的最高行政首長、国家元首和三军统帅。韩国总统由国民在全国范围内直接选举产生，任期为5年。为避免任何个人长期掌握国家权力，《韩国宪法》规定总统不能连任。如果韩国总统出现丧失工作能力、死亡或遭弹劾的情况下，总统的职责由國務總理或国务委員代理:29:102-103。在2022年以前，位于首尔钟路区世宗路一号的青瓦台是韩国总统府的所在地，其主楼为总统官邸:64，2022年後總統府遷移至龍山總統室。
韩国总统通过由15-30人组成的国务会议行使行政权。韩国总统的主要职能包括：作为国家元首负责接见外国使节，颁发嘉奖令、授勋和实施大赦；维护国家统一，民族独立，领土完整，国家的连续性和维护宪法；作为最高行政首長，负责推行国会通过的各项法律，并全权领导国务会议、各类咨询机构和行政部门，并有权任命包括总理和部长在内的官员；作为国軍的統帥權，拥有包括宣战权在内的广泛军事政策制定权；作为国家的最高對外代表和外交政策的决策者，有权任命和派遣外交使节，与外国签订条约；作为主要政策和法律的制定者，可以向国会提出立法议案，并亲自或以书面形式向立法人员说明自己的观点。总统无权解散国会，但国会可以通过弹劾程序限制总统。总统任命的总理需由国会批准。:29-30:102-103

### 国务总理、国务会议和政府部门
韩国国务总理由总统任命，并经国会批准，是总统的行政助手。国务总理一职不能由现役军人出任。在总统的领导下，国务总理负责监督、管理各部和国务调整室的工作，参与制定国家重要政策，出席国会会议。除了国务总理外，韓國還設有副总理，一般會分別兼任企劃財政部長官及教育部長官，卢泰愚时期分别兼任经济企划院长官和统一院长官，盧武鉉時期則設有三位副總理分别兼任財政經濟部長官、教育及人力資源部長官、科技部長官:103:72:32
根据韩国的总统体制，总统通过由15-30人组成的国务会议行使行政职能。国家基本计划和政府一般政策，重要到对外政策，修宪、公投法案，条约、法律和总统令，重要财政事项，重要军事事项，荣誉称号的授予，赦免、减刑和恢复政治权利，相关任命等重要事项应经国务会议的审议。:103-104:72:32
除国务会议外，韩国总统还直接掌管监查院、国家情报院和中央人事委员会等部门。这些部门的领导人由总统任命，监察院院长还须经国会批准。监查院对总统负责，但其调查结果须向总统和国会报告:104:72:32。韩国目前的中央行政机关包括17部、3处、17厅、2院、5室、6委员会共计50个机构。

### 地方行政机构
按照《韩国宪法》规定，韩国实行地方自治，“地方政府应负责处理当地居民的福利事务和财产管理，并将根据国家法律和法规范围内制定地方自治条例”。韩国在1949年颁布了《地方自治法》，但地方议会在1961年被朴正熙军政府解散，道知事和市長改由中央任命。1988年，韩国修订了《地方自治法》，恢复了地方自治制度。根据新宪法，韩国分阶段推行了地方自治，1991年恢復举行了地方议会选举，1995年恢復举行了道知事和市长的选举。:35:104-105:74-75
目前韩国共设有17个道级政府和232个基层地方政府:105。地方政府主要根据中央政府的指导，落实中央政府的各项政策与计划。地方政府不具备司法、执法、警察或教育机制，在职能、组织、人员和预算决策方面依赖中央政府:75。

## 立法机构
韩国国会是韩国一院制立法机关，按法律规定应由至少200个议席组成，現時有300席，每届任期四年，其中80%以上的席位由国民投票选举产生，其余的5%以上的席位通过比例代表制产生:30:99。韩国国会是通过会议形式运作，分为定期会议和临时会议两种。韩国《国会法》规定，国会在每年的9月10日起举行一次会期为100天的定期会议。临时会议由总统或四分之一以上在籍议员要求，在每年的2月、4月、6月的第一天召开，会期为30天。根据《国会法》，国会决定议事时必须有四分之一以上的在籍议员出席会议，半数以上的议员赞成才能做出议决，如果赞成和反对票相等，则为否决。作为国民意志和利益的代表机关，除特殊情况，国会会议应予以公开进行，国民有旁听、报道会议的自由，国会会议记录需要公开。为提高会议效率，防止妨碍会议议事程序的情况发生，在国会会议上被否决的议案，在同一会期中不得重新动议或提出。韩国国会采用会期延续原则，本届会议上讨论过的议案，在下届会议可继续讨论:131-135。

### 国会职能
依据《韩国宪法》，国会具有立法权、财政权、人事权、监督权、国会自律权等主要职能。《韩国宪法》第40条规定“立法权属于国会”，明确了国会在韩国宪法体制中立法机构的地位。:79
韩国国会的立法权包括提出和审议宪法修正案和制订法律法规。根据《韩国宪法》和《国会法》的规定，政府、20人以上的国会议员和委员会都有权提出立法议案。国会对政府的立法提案具有修改功能。韩国国会在行使立法权过程中，立法内容及其程序都受到宪法和国际条约的限制。:79-101
作为代表国民意志和利益的机关，国会有代表国民审查政府财政行为的权利和义务。国会的财政权主要包括财政立法权、预算决算审议权和确定权、政府财政行为的同意权和承认权。《韩国宪法》第40条规定，国会具有财政立法权，有关财政的租税、税目及税率，只能通过国会以法律的形式确定。在下一财政年度开始前的120天之前，审计署向国会报告上一财政年决算情况及该署审核情况，由国会审议。政府在下一财政年开始前的90天之前，向国会提交预算案。国会在下一财政年开始前的30天之前审查、审议完预算。预算经国会通过后具有法律效力，在预算支出目的、金额、时间三方面约束政府的财政行为。此外，国会对政府发行国债、签订预算外契约、有财政负担的条约缔结等政府财政行为具有同意权，并对政府预备费总额的确定和支出、紧急财政命令权和紧急处分等政府财政行为有承认权。:101-110
在人事权方面，国会对主要公务员的任免享有较广泛的同意权，选择权和建议权，以间接或直接的方式参与国家机关的人事构成。根据宪法规定，国务总理、大法院院长及大法官、监察院院长由韩国总统任命，但需经国会同意。此外，国会有权选出宪法法院9名法官中和中央选举管理委员会9名委员中的3名法官和3名委员。另外，国会对国务总理、国务委员有罢免建议权。如果国会三分之一以上在籍议员提议，并由半数以上在籍议员通过，国会可以建议总统罢免国务总理和国务委员的职务。:110-112
韩国国会的监督权主要内容和方式包括：具有要求国务总理、国务委员出席会议并回答问题的权力；如果总统、总理、国务委员、法官，中央选举管理委员会委员和其他法定公务员在行使职权过程中违反了宪法和法律，国会有权提出弹劾动议；对总统发布的紧急命令、紧急财政与经济命令及处分具有承认权；戒严解除要求权；宣战布告及海外派兵的同意权；总统一般赦免的同意权；国政监察权和国政调查权；对国务总理、国务委员、各部部長、大法院和宪法法院（憲法裁判所）长、中央选举管理委员会主席、监察院院长的质询权等。:112-122
根据宪法和法律，韩国国会依照三权分立的原则拥有不受行政机关、司法机关干涉的自律权。国会有召集会议、休会、闭会和决定会期的集会自律权；国会内部人事任免组织自律权；制定国会议事规则和内部事项的自律权；保障国会安全和维持会议程序的内部警察权和议院住宅权；审查国会议员资格，惩戒违规议员的权力等。:123-126

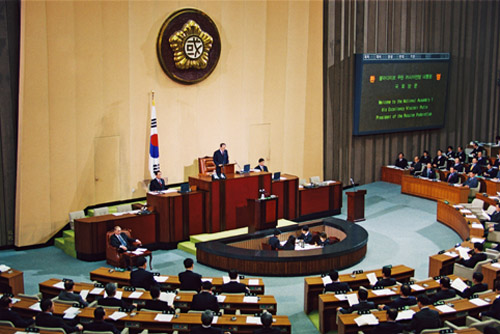
2001年2月28日韩国国会现场

### 国会组织

#### 会议体组织
韩国国会会议体组织包括议长1人、副议长2人，全体会议，各专门委员会及交涉团体等。议长与副议长由国会议员匿名选举产生，当选者的得票数需超过在籍议员人数的一半。议长或副议长缺位时应该进行补选。议长和副议长的任期为两年，经补选产生的议长或副议长任期限于前任未满的任期。虽然《国会法》通过规定以无记名投票方式选举议长和副议长，以保障国会议员按其自由意志选举国会领导人，但是国会受到政党的影响，占多数席位的政党议员通常会按政党的意图，选举本党推荐的议长候选人。一般来说，国会议长通常都是执政党推荐的候选人，副议长的名额会分配给在野党，如果两个副议长的名额都分配给在野党，会按照在野党在国会席位的多少分配。副议长的职能是根据议长的指名担任全院委员会的委员长，协助议长工作；在议长缺位时代理议长职务:59。国会议长拥有国会的代表权，代表国会表明国会的地位与独立性。此外，议长还有维持秩序的权力。议长在国会会议期间以主持人的身份出现，有权宣布散会，取消欠妥当的发言，命令个别议员退场，必要时可以要求派遣警察、警卫。议长还负责合理协调不同党派、地区、议员之间可能出现的利益冲突:60-61。
韩国国会的运营制度从1963年开始向委员会中心体制转变，以提高国会审议质量和效率。国会议员可根据自己的经验与特长选择参加至少一个以上的委员会:62。根据韩国《国会法》，委员会分为常设委员会、特设委员会和小委员会三种。常设委员会是国会的常设机构。国家政策、法律的审议，一般都是在常设委员会取得初步共识后，再在全体会议中表决:63。特设委员会是为解决特定问题而设立的委员会，分为一般特别委员会和常设特别委员会。一般特别委员会是临时性的，特定任务完成后即被解散。常设特别委员会则不受期限的限制:67。小委员会是由少数议员组成的小规模委员会。参加小委员会的议员一般具有与审查事项有关的专业知识，活动方式也比较灵活。具有代表性的小委员会有特定案件审查小委员会、请愿审查小委员会、国政监察及调查小委员会等:68。
根据韩国《国会法》规定，拥有20名以上议员的政党可以组织交涉团体。交涉团体担负着实现政党政策的任务，是连接政党与国会活动的桥梁，在国会的具体运作，特别是立法活动中起着非常重要的作用。交涉团体一般设有代表交涉团体的代表议员。为保证国会活动与政党利益的相互协调性，代表议员通常由政党的院内总务担任。政党之间的力量关系对交涉团体的活动有直接的影响。:71-72
全体会议是国全体会议员参加、审议和表决的会议形式。全体会议的运作形态随着韩国国会制度的发展变化而变化。第一届到第五届国会主要采用全体会议中心主义运作形态，常设委员会只是形式上的性质。第六届国会开始，韩国国会采用了常设委员会中心主义运作形态，全体会议通常是形式上的，审议的实质性权力转向常设委员会。

#### 辅助组织
国会事务处是专门处理国会行政事务的立法辅助机构，设有事务总长、立法次长、事务次长、专门委员及其他必要的公务员。事务总长由议长同各交涉团体的代表协商任命。事务总长在议长的监督下管理国会事务和所属公务员。事务次长由议长根据事务总长的提议任命，负责协助事务总长的工作，通过领导企划调整室、管理局、国际局、研修局和总务科，管辖计划调整、预算、人事、议会外交、宣传等行政相关业务。立法次长通过领导法制室、预算政策局和议事局，管辖法制、预算政策、议事录、委员会运作等业务。此外，事务处还设有新闻发言人和监事官。:73
国会图书馆是为国会议员的立法及其他议政活动收集有关图书资料而设立的独立机构，设 有1室（立法调查分析室）、3局（资料整理局 、参考服务局、情报处理局）、11课，有276名职员（其中包括30多位博士）:73图书馆藏书5,528,405件，其中图书3,952,159册，非图书类455,625件。20世纪90年代，国会图书馆开始建立电子图书馆，并与其它图书馆联网实行资源共享，是韩国国家电子图书馆的一部分:73。
议政研修院是根据韩国1994年6月修订的《国会法》，“为协助议员的各种立法研究活动、议会运营及有关制度的研修，实施国会所属公务员的专门教育，为致力于健全的议会政治的发展”在国会设立的研修机关。1994年7月，韩国国会根据修订后的《国会法》的规定，制定了《议政研修院法》。根据《议政研修院法》，议政研修院负责协助议员进行立法研究活动，组织有关议会运作及制度的研修、研究，为国会所属公务员（包括议员秘书）提供职业培训，为议长认为由必要研修的人员给予指导、协助等职责。:75

### 地方议会
1945年，韩国光复后，确定了地方自治的制度。1949年8月15日，韩国颁布了首部《地方自治法》，并于1952年、1956年、1960年举行了地方议会选举。朴正熙执政后，地方自治制度在1962年被取消。1991年3月26日，韩国举行了第四次也是恢复地方自治后的首次地方议会选举:175。根据《韩国宪法》和《地方自治法》，地方议会由地方住民选举产生，具有住民代表机关、议决机关、立法机关和监督机关的地位:175-176。地方议会的职权主要包括议决权、行政监督权、自律权、请愿审查权等:187。
地方议会由议长、副议长、委员会和事务机构组成:182。地方议会会议分为定期会议和临时会议两种。市、道议会应于每年11月20日召集定期会议，会期不超过40天。市、郡、自治区议会应于每年11月25日召集定期会议，会期不超过35天。临时会议是在自治团体首长或在籍议员三分之一以上要求时，由议长召集，会期不超过15天。地方议会召集会议须有三分之一以上在籍议员出席。:185-186
地方议会议员任期为四年，由住民选举产生。年满25周岁并连续60天居住在一定居住地，有住民登记证的国民享有地方议会议员的被选举权。年满20岁，并在选举公告日具有所辖管区住民登记证的国民享有地方议会议员的选举权:177。与国会议员不同，地方议会议员是名誉职衔，无国家报酬，而国会议员是领工资的国家公务员:176。为保证地方议会议员的正常工作，地方议会议员享受议政活动费补贴:181。

## 司法机构
韩国的法院分为普通法院、专门法院和特别法院三种。普通法院有大法院、高等法院和地区法院。专门法院有家庭法院、行政法院和专利法院。宪法法院和军事法院为特别法院。

### 普通法院
韩国司法实行三审终审制。地区法院为一审法院，对大多数案件进行初判。在一审法院败诉的当事人可以上诉于上级法院高等法院。高等法院也是家庭法院的二审法院。大法院是韩国的三审法院，也是最高法院。
地区法院是韩国的一审法院，按行政区划设立。1993年韩国进行法院改革后，地区法院开始下设分院、乡镇法院和城市法院。通常情况下，地区法院由一个法官审判案件。争议标的额超过韩币5000万元或者被告人将被判处1年以上徒刑的刑事案件，则由3个法官组成合议庭进行审判。虽然地区法院通常是原审法院，但它也受理本院、分支法院的等一人法官独审的上诉案件, 上诉案件由该院3名法官组成的合议庭审理。
高等法院是受理地区法院、家庭法院和专利法院审理的案件的上诉案件的二级法院。韩国在首尔、釜山、大邱、光州和大田5个大城市设有5个高等法院。每个高等法院分成若干个分支机构，每个机构由3个法官组成，实行三人合议审理案件。高等法院院长由大法院院长从法官中选任，是高等法院的负责人，负责管理其管辖法院的司法行政事务, 指挥并监督所属公务员。
大法院是韩国最高司法机构，也是管理韩国司法系统的行政权力机构。大法院成员由首席大法官和13名大法官组成。首席大法官由韩国总统任命并经韩国国会批准，任期6年，不得连任。首席大法官是韩国司法机构的首领，有权推荐大法官提名和任命下级法院的法官。

### 专门法院
家庭法院是专门负责审理家庭事务案件及青少年违法案件的专门法院。韩国只有首尔一个家庭法院。在其他地区，通常由地方法院的家事部(家事法庭)履行家庭法院的职能。
行政法院是负责审理行政诉讼法规定的行政案件和其他法律规定由行政法院管辖的案件的专门法院。目前，韩国只有一个设在首尔的行政法院。在其他地区, 行政案件由地区法院审理, 直至在该地区设立专门的行政法院为止。
专利法院是专门受理经韩国專利厅审判院一审判决不服的产业财产相关纠纷的专门法院，设在大田广域市，与高等法院级别相同。专利法院由院长、首先法官、法官、技术审理官和秘书组成。专利法院有5个裁判部，每个裁判部由4人组成。设立技术审理官的目的是为确保法官的专业技术水平。:209

### 特殊法院

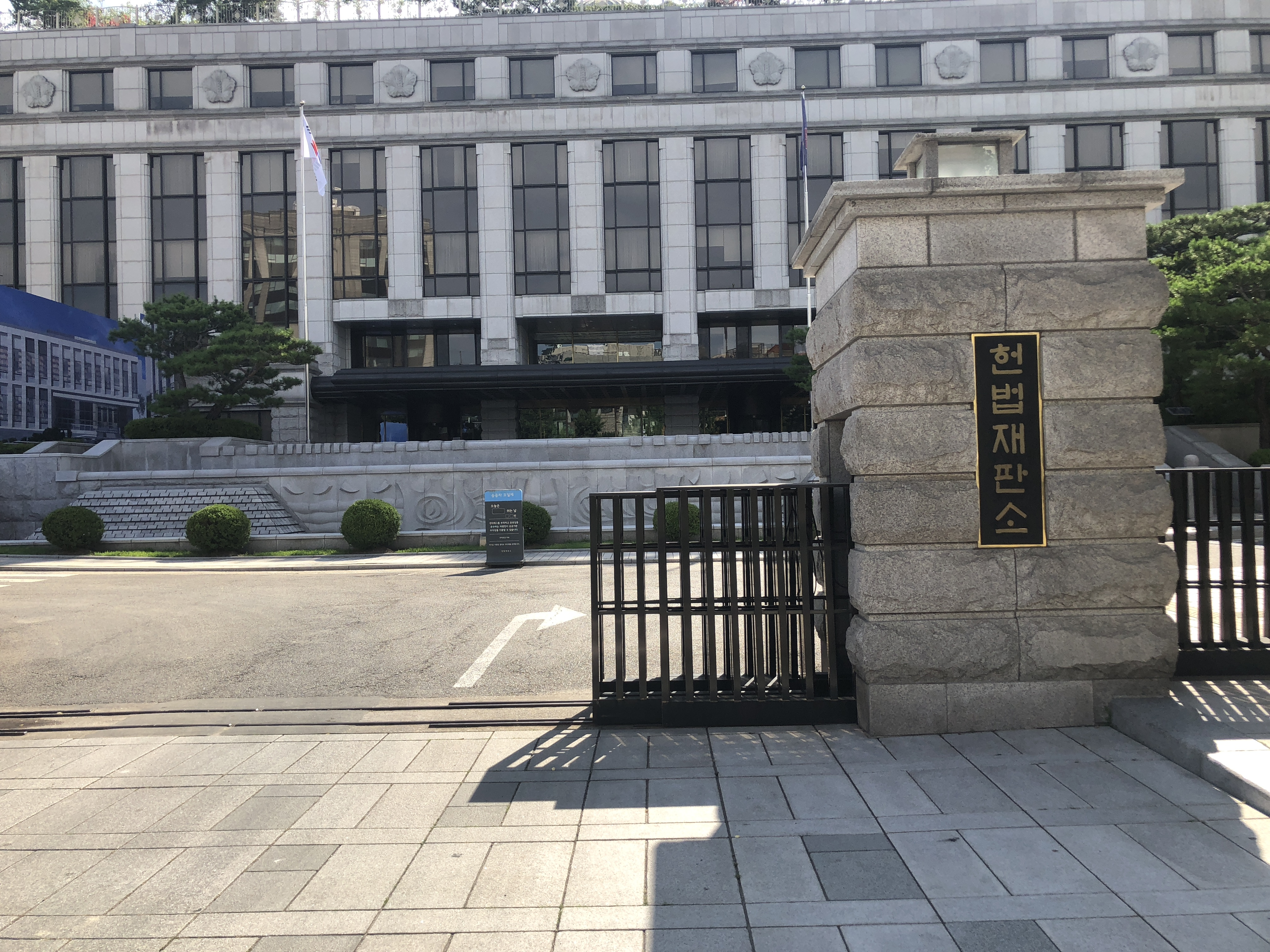
韩国宪法法院

韩国宪法法院是韩国1987年宪政改革后设立的负责违宪审查的特殊法院。依据《韩国宪法法院法》的规定，宪法法院负责关于法院提出的法律违宪与否的审判，有关弹劾的审判，政党解散的审判，国家机关之间、国家机关与地方自治团体之间、地方自治团体之间对权限争议的审判，有关宪法诉请的审判。韩国宪法法院由总统任命的9名法官组成，其中6名为常任法官。在9名宪法法院法官中，有3人是从国会选出的候选人中任命；3人是从大法院院长提名的人选中任命；3人是从总统提名的人选中任命。宪法法院审理案件须有7 名以上法官出席方为有效，半数以上赞成票方可作出有效裁决。有关法律违宪的决定、弹劾的决定、解散政党的决定、宪法诉讼的裁决、变更宪法法院已作出的有关宪法或法律适用及解释的决定, 则必须有6 名以上法官赞成。
军事法院是根据《韩国宪法》规定而设立的特别法院，分为普通军事法院和高等军事法院。普通军事法院设在国防部本部、国防部直辖部队、陸海空各軍種本部和有将官编制的隶属部队中，是韩国军事法院的基层法院，受理现役军人除由高等军事法院管辖外的第一审案件。高等军事法院设在国防部本部及军種本部，是韩国军事法院中的二审法院，主要受理对普通军事法院裁判不服提起的上诉案件或不由普通军事法院管辖的第一审案件。军事法院的终审法院是大法院。根据韩国《军事法院法》的规定，军事法院行使审判权的范围包括属人管辖和属事管辖两种。属人管辖是指对有特定军事身份的人犯罪的审判权，包括现役军人触犯军事刑法的犯罪、军方看守所战俘实施的犯罪，以及遭军事法院判处刑罚、并正在军方监禁场所服刑的罪犯实施的犯罪。属事管辖是对非军职人员的特定事由犯罪的审判权，包括在戒严紧急等状态中依据戒严法行使审判权的案件和严重违反军事机密保护法的犯罪案件两种。

## 政党与选举

### 政党
现代政党体制是1945年被引入韩国的。根据《韩国宪法》第八条，韩国实行多党制，宪法保障政党的自由成立。1962年12月，韩国正式颁布了《政党法》，后经多次修改。现行《政党法》第二条规定“政党是为了国民的利益，促进负责任的政治主张和政策，推荐或支持公职候选人，以参与国民的政治意识的形成为目的的国民自发组织。”韩国政府依法保护政党活动，并可依法对政党活动提供资金资助。政党的目的、组织和活动应该符合民主原则。如果政党的目的或活动违背民主的基本秩序，政府可通过宪法法院裁决其解散。:109:67
韩国政党数目繁多，变化频繁。多数政党存续期都在10年以下，或分裂或改名。原韩国总统朴正熙建立的民主共和党（1963-1980年）是韩国历史上存在时间最长的政党。韩国历届政党的社会阶层基础都比较薄弱，很难说某个政党代表某个社会阶层，只有执政党和在野党的区别。韩国政党的个人化程度很高，政党很多是围绕某位政治领导人而组建，“个人中心主义”明显。此外，韩国政党具有地域特点，政党的支持基础大多是政党核心人物的出生地。不过这种地域特点已呈现减弱趋势。:110:67
目前的兩大政党主要是自由派共同民主黨和主要保守派国民力量。其他的如国民之党、正义党、開放民主黨等。

### 选举
韩国选举制度开始于1948年5月的普选。韩国已经先后颁布了《总统选举法》、《国会议员选举法》、《地方议会议员选举法》等相关法律，形成选举法体系。
为保障选举的公正性和选民的自由意志，消除选举过程中的腐败现象，韩国在1994年3月颁布了《公职选举及选举不正当防止法》，以促进健康、民主、和谐的选举文化。:79
韩国选举制度包括总统大选、国会普选、地方自治团体以及地方议会的地方选举。韩国总统由韩国19岁以上国民在全国范围内，以无记名投票方式直接选举产生。韩国总统候选人必须是40岁以上，在国内连续居住5年以上的国民。总统候选人须由政党或选民推荐，选民推荐人数需要达到2,500-5,000人。总统候选人如果只有一位，需要三分之一以上的选民投票当选。两位以上候选人如果出现票数相等的，需要半数以上在籍国会议员投票，得票多数者当选。根据韩国《总统选举法》，如果对选举结果有异议，可以在选举有效日起30天内向法院提出诉讼。韩国总统选举投票率很高平均在86.6%，1960年第四届总统投票率为历史最高的97%，2007年第十七届总统选举为历史最低的63%。:80
韩国国会议员的选举采用小选区制和比例代表制并用的选区制度。根据韩国《国会议员选举法》的规定，凡满20岁的韩国国民即拥有国会议员选举权。选民必须按照选举法的规定参加选民登记以获得选民资格。道以上的国会议员候选人须由政党或选民推荐，市以下的地方选举只能由选民推荐。候选人一般只能在所在的选区参选，如果其它选区200名以上选民联名推荐，也可以在被推荐选区参选。为有效组织和管理选举相关事务，韩国建立了从中央到地方自上而下的选举管理委员会。上级选举管理委员会有权取消、更改下级选举委员会对违法或不当的处分。政党、候选人、选民如果对选举过程和结果有异议，可以依法向上级机关或法院提起争诉。提起争诉的方法有选举诉请和选举诉讼两种。:81-82。